# Cleland
Cleland är en ort i Storbritannien. Den ligger i kommunen North Lanarkshire och riksdelen Skottland, i den centrala delen av landet, 500 km nordväst om huvudstaden London. Cleland ligger 149 meter över havet och antalet invånare är 2 733.
Terrängen runt Cleland är lite kuperad. Runt Cleland är det tätbefolkat, med 266 invånare per kvadratkilometer. Närmaste större samhälle är Wishaw, 4,0 km söder om Cleland. Trakten runt Cleland består i huvudsak av gräsmarker.